# 三遊亭遊朝
三遊亭 遊朝（さんゆうてい ゆうちょう）は、落語家の名跡。

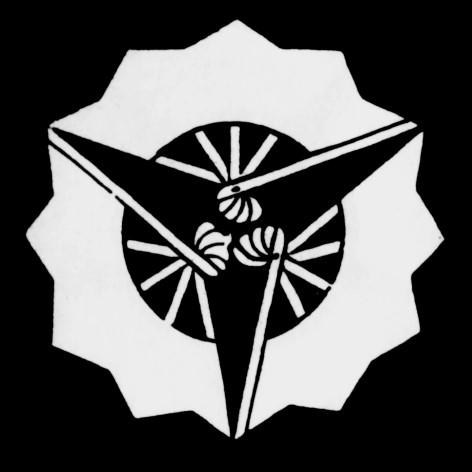
三遊亭の定紋「高崎扇」

当代遊朝は『古今東西落語家事典』では5代目とされているが、その他4代目や3代目と記載されているものもある。
遊朝で真打になった人物は当代を含めて過去3人いるが、その他にも遊朝を名乗った人物の存在が確認されており、誰が何代目であるかなどを定義するのは難しい。以下代数を付けずに、過去遊朝を名乗った人物を列記する。
- 初代三遊亭遊朝 - 後の3代目三遊亭圓橘。
- 三遊亭遊朝 - 初代三遊亭圓遊門下にいた。詳細不明。
- 三遊亭遊朝 - 後の5代目立川善馬。
- 三遊亭遊朝 - 下記にて詳述。
- 三遊亭遊朝 - 後の式亭三馬。
- 5代目三遊亭遊朝 - 下記にて詳述。

## お茶兼の遊朝
三遊亭 遊朝（さんゆうてい ゆうちょう、慶応2年（1866年）10月 - 大正2年（1913年）8月2日）は、主に明治後期に活躍した落語家。通称「お茶兼の遊朝」。
前身は書生の俳優。明治20年代初め柳家禽語楼門下で小かねを名乗り、明治20年代後半に4代目橘家圓喬門下で喬雀となる。1899年ころに花圓喬に改名した後、1901年ころに初代三遊亭金馬（2代目三遊亭小圓朝）門下に移って圓輔に改名。1907年ころに友朝となり、1910年2月に真打昇進し、1912年6月に遊朝に改名した。
音曲の腕が良く、また仲間の物真似を売りにしていたという。
「お茶兼」の由来は、茶道を好んでいたからとも、チャラチャラしていたからとも言われる。

## 5代目
三遊亭 遊朝（さんゆうてい ゆうちょう、1938年4月20日 - ）は、千葉県生まれの落語家。本名は篠崎 邦雄。落語芸術協会所属（会友）。出囃子は「舌出し三番叟」。千葉県立佐倉第二高等学校（現・千葉県立佐倉東高等学校）卒業。
「結婚プランナー」としても活動している。

### 略歴
- 1956年10月 - 佐倉第二高校在学中に4代目三遊亭圓遊に入門。千遊を名乗る。
- 1960年10月 - 二つ目昇進。
- 1973年4月 - 真打に昇進し、遊朝を襲名。

高座よりも旅のイベント企画などが中心であった。長らく寄席出演をしていないが笑いに関する講演会などで近年でも活動している。2020年の時点で落語芸術協会「会友」扱いとなっている。

### 著書
『なぞかけ傑作集』（1979年3月、大泉書店）